# Ferjan Ormeling Jr.
 (juin 2025).
Ferdinand Jan Ormeling Jr., (principalement connu sous le nom de Ferjan Ormeling), né le 20 novembre 1942 à Utrecht où il meurt le 13 juin 2025,  est un cartographe néerlandais. Il est le fils du cartographe Ferdinand Jan Ormeling Sr.

## Biographie
Ferjan Ormeling a vécu à La Haye jusqu'à l'âge de six ans. Ses parents Ferdinand Jan Ormeling Sr. et K.J. (Ina) ten Hoopen étaient tous deux géographes. En 1948, la famille s'installe à Java, où son père crée l'Institut géographique de Batavia. En 1961, Ferjan Jr. est allé étudier la géographie à l'Université de Groningue. Il assiste à des cours de Willem Frederik Hermans, entre autres. Pendant toute sa période d'études, Ferjan travaille chez J.B. Wolters au Bosatlas, dont son père est entre-temps devenu rédacteur en chef. En 1968, il se marie, en 1971 et 1973, un fils et une fille sont nés. Après avoir obtenu son diplôme en 1969, il va travailler à l'Université d'Utrecht sous la direction du professeur Cornelis Koeman, avec qui il avait suivi des cours secondaires. Le 3 juin 1983, il obtient son doctorat avec une thèse sur l'inscription des noms géographiques en langues minoritaires sur les cartes topographiques. Les promoteurs étaient Cornelis Koeman et Dick Blok.
De 1985 à 2009, le Prof. Dr. Ormeling est professeur de cartographie à l'Université d'Utrecht[réf. nécessaire]. Il donne des cours sur la cartographie d'atlas, la cartographie environnementale, la théorie cartographique, la cartographie historique, l'édition de cartes et la production de cartes. Les étudiants de géographie de première année ont appris la grammaire graphique par lui. En tant que moteur de l'un des rares cours de cartographie aux Pays-Bas, il a été la figure de proue de la cartographie aux Pays-Bas pendant plus de deux décennies[non neutre]. Entre autres choses, il se préoccupe de la question de savoir comment les cartes thématiques devraient être conçues afin d'obtenir le meilleur transfert possible d'informations. Il a fortement critiqué les cartes dans les rapports gouvernementaux (et l'absence fréquente de cartes dans ceux-ci). Ces mauvaises cartes feraient obstacle à une bonne prise de décision par, par exemple, la Seconde Chambre des États généraux. Dans son discours inaugural intitulé Beeldvorming (Imagination) en avril 1986, Ormeling déclare : La description du matériel cartographique est une litanie, une succession d'erreurs cartographiques, d'incompréhension et d'ignorance[réf. nécessaire].

## Postes
Il est membre du conseil d'administration de l'Association Néerlandaise de Cartographie (NVK) depuis 1975, en tant que vice-président à partir de 1983 et président de 1995 à 1997, après quoi il quitte le conseil. En 2001, il a été nommé membre honoraire. Il est également toujours (1975-2003) membre du comité de rédaction du Kartografisch tijdschrift, à partir de 1983 en tant que rédacteur en chef.
Ormeling préside le groupe de travail sur les noms géographiques étrangers de l'Union de la langue néerlandaise, qui donne des conseils sur l'orthographe des noms concernés en néerlandais. Il est également président[réf. nécessaire] du Comité consultatif sur les noms géographiques aux Pays-Bas. Ce comité fournit des conseils aux gouvernements, sollicités ou non, sur les noms géographiques aux Pays-Bas, tels que les noms d'eau, les noms de lieux, les noms de champs ou les noms d'œuvres d'art.
De 1999 à 2007, il a été Secrétaire général et trésorier de l'Association Cartographique Internationale (ACI).

## Distinctions
En 2009, il reçoit la médaille d'or Carl Mannerfelt, la plus haute distinction en cartographie, décernée par l'Association Cartographique Internationale (ACI) pour ses réalisations scientifiques. Le 10 mai 2013, il reçoit un doctorat honoris causa de l'Université Loránd-Eötvös de Budapest. Le 7 mai 2015, il reçoit un doctorat honoris causa de l'Université Aristote de Thessalonique. Du 8 au 16 août 2017, il est président élu de la 11e United Nations Conference on the Standardization of Geographical Names à New York. Le 24 juin 2022, à Berlin, il reçoit la médaille d'or Mercator pour services spéciaux à la cartographie des mains du président de la Deutsche Gesellschaft für Kartographie (DGfK).

## Publications
- Ferjan Ormeling & Corné P.J.M. van Elzakker. Digital atlas user requirements and user scenarios. ACI, 1993.
- Menno-Jan Kraak & Ferjan Ormeling. Cartography, visualization of spatial data. Harlow, Longman, 1996.  (ISBN 0-582-25953-3).
- Functionality of electronic school atlases. ACI, 1996.
- Teaching map use concepts to children. ICA Commission on Cartography and Children, 1996.
- Map use education and geovisualisation. Jakarta, FIG, 2004.
- Minority toponyms on maps - vingt ans apres. Dutch and German-speaking Division UNGEGN, 2005.
- Colonial cartography of the Netherlands East Indies 1816-1942. ACI, 2005.

## Source
- E. Heere, M. Storms (ed.). Ormeling's cartography, presented to Ferjan Ormeling on the occasion of his 65th birthday and his retirement as professor of cartography. Utrecht, Koninklijk Nederlands Aardrijkskundig Genootschap, 2007  (ISBN 9789068094077). Nederlandse geografische studies = Netherlands Geographical studies,  (ISSN 0169-4839), 364.